# Eptesicus innoxius
Eptesicus innoxius је врста слепог миша из породице вечерњака (лат. Vespertilionidae).

## Распрострањење
Ареал врсте је ограничен на две државе. Перу и Еквадор су једина позната природна станишта врсте.

## Станиште
Станиште врсте су шуме.

## Угроженост
Ова врста је на нижем степену опасности од изумирања, и сматра се скоро угроженим таксоном.